# Aphanizomenon flos-aquae
Aphanizomenon flos-aquae – gatunek planktonowych sinic należący do rzędu trzęsidłowców (Nostocales).

## Morfologia
Trychomy szerokie, zwykle w wiązkach, rzadko pojedyncze, proste lub nieco zgięte. Zawierają pęcherzyki gazowe. W środku, przy ściankach poprzecznych są lekko wcięte, a ku szczytom powoli zwężają się. W środkowej części trychomów komórki są długie, ku końcom są bardziej cylindryczne. Komórka szczytowa i często 2-3 komórki do niej przylegające są bezbarwne, zwykle bez pęcherzyków gazowych lub z nielicznymi. Heterocyty są prawie cylindryczne. Akinety rozmieszczone są w trychomach niezależnie od heterocytów, są podłużnie cylindryczne i posiadają zaokrąglone końce.

## Biologia i ekologia
Gatunek planktonowy występujący w wodach stojących i wolno płynących. Najliczniej rozwija się w miesiącach letnich i jesiennych.